# Cerrado Basquete
A Associação Esportiva e Recreativa Cerrado, mais conhecida como Cerrado Basquete é um clube de basquete brasileiro, sediado em Brasília, no Distrito Federal.

## Basquete masculino

### História

#### 2016-2020: criação e consolidação
Fundada em 2016 com o objetivo de figurar entre a elite do basquetebol nacional em até seis temporadas, logo em seu primeiro ano, a equipe obteve a terceira colocação na Braba, conquistando classificação para a Copa Brasil Centro-Oeste 2017, quando ganhou seu primeiro título regional.
A primeira conquista alçou o time à disputa da Supercopa Brasil em 2017, quando obteve o vice-campeonato do torneio, equivalente à 3ª divisão do basquetebol nacional. Com isso, o Cerrado se qualificou para a disputa da Liga Ouro em 2018, campeonato que valia vaga para o Novo Basquete Brasil. Ainda em 2017, a equipe também se sagrou campeã invicta da Braba, com 12 vitórias em 12 partidas.
O Cerrado estreou na Liga Ouro de Basquete de 2018 com um plantel majoritariamente formado por jogadores da própria capital federal, com nove dos 16 jogadores formados nas próprias categorias de base do clube. O elenco inexperiente em competições de nível nacional e as dificuldades logísticas para o deslocamento da equipe, porém, culminaram com uma campanha de apenas uma vitóra na competição. 
Para a Liga Ouro de Basquete de 2019, o Cerrado reforçou o elenco com a contratação de três jogadores norte-americanos, um uruguaio e nove atletas com rodagem em outros times nacionais. Com melhor rendimento, a equipe conquistou vaga para os playoffs do torneio, sendo eliminada pela Unifacisa, que acabou campeã da competição.
Ainda em julho de 2019, o Cerrado chegou a pleitear uma vaga na expansão do Novo Basquete Brasil (NBB), mas não conseguiu demonstrar a capacidade financeira a tempo da inscrição no torneio. Em novembro, porém, a equipe anunciou o patrocínio master do Banco de Brasília para a temporada de 2020. possibilitando a participação do clube no Campeonato Brasileiro de Clubes, torneio criado pela Confederação Brasileira de Basketball (CBB), para substituir a Liga Ouro como segunda divisão do basquete nacional.
Em março de 2020, porém, nas vésperas da estreia do Cerrado no Campeonato Brasileiro, a pandemia de COVID-19 obrigou a CBB a adiar o início do torneio, que acabou sendo formalmente cancelado em julho.

#### 2020-presente: chegada à elite
Passada a frustração com o cancelamento do Campeonato Brasileiro de Clubes da CBB, o Cerrado voltou a buscar uma vaga no NBB, dessa vez com todas as garantias financeiras em mãos. Após a aprovação pelo Conselho de Administração da Liga Nacional de Basquete (LNB), a equipe enfim conseguiu o acesso ao principal torneio de basquete masculino do País para a temporada 2020-21. Com a meta de alcançar os playoffs já em sua primeira participação no torneio, a equipe anunciou reforços de peso com experiência em grandes clubes da modalidade.
Em 2024, o Cerrado pediu licença à LNB para não disputar a temporada 2024-25 do NBB, declarando que focaria os recursos em criar uma equipe para a Liga de Basquete Feminino.

### Títulos
| Regionais                                                            | Regionais                | Regionais | Regionais   |
|                                                                      | Competição               | Títulos   | Temporada   |
| Distrito Federal (Brasil) · Goiás · Mato Grosso · Mato Grosso do Sul | Copa Brasil Centro-Oeste | 1         | 2017        |
| Distrito Federal (Brasil)                                            | Braba / FBDF             | 2         | 2017 e 2019 |
| Distrito Federal (Brasil)                                            | Liga de Verão - Braba    | 1         | 2017        |
| -------------------------------------------------------------------- | ------------------------ | --------- | ----------- |

#### Campanhas de destaque
- Vice-campeão da Supercopa Brasil: 2017.

### Temporadas
- a  Não realizado.
- b  Cancelado em decorrência da Pandemia de COVID-19.

Legenda:
| Campeão Vice-campeão | Classificado à Champions League Classificado à Liga Sul-Americana |

## Basquete feminino
Com dois títulos no Campeonato Feminino Adulto do Distrito Federal, a equipe também irá disputar a Liga de Basquete Feminino (LBF) a partir da temporada de 2022.

### Títulos
| Regionais                 | Regionais                | Regionais | Regionais   |
|                           | Competição               | Títulos   | Temporadas  |
| Distrito Federal (Brasil) | Campeonato Feminino FBDF | 2         | 2017 e 2018 |
| ------------------------- | ------------------------ | --------- | ----------- |

### Temporadas
- a  Não realizado.
- b  Cancelado em decorrência da Pandemia de COVID-19.

## Basquete 3x3
O Cerrado também disputa competições regionais e nacionais de Basquetebol 3x3, tanto no masculino, quanto no feminino. O clube pretende profissionalizar a equipe na modalidade e tem como objetivo a classificação para competições internacionais.

### Temporadas
- b  Cancelado em decorrência da Pandemia de COVID-19.